# Carlsbad Gap

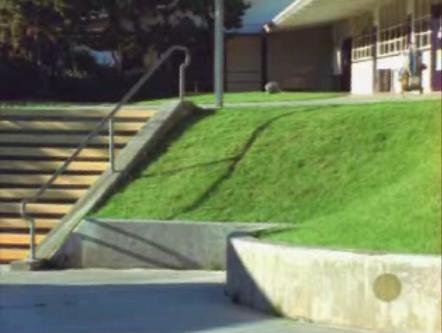
De Carlsbad Gap.

De Carlsbad Gap is een van de bekendste skateboardplekken ter wereld. Het is een gras gap ter grootte van een trap met 11 treden, die er naast te vinden is. De trap heeft ook een leuning, met een knik onderaan. Veel skateboarders hebben deze beroemde plek beskatet door de jaren heen. Het is ook een plek in het videospel Tony Hawk's Pro Skater 2.

## Moeilijkheid
Voor de gap zit een grote scheur tussen twee cementblokken. Met je skateboard kun je hier makkelijk achter blijven hangen. Er zit onderaan de gap een stenen randje, waardoor de gap stukken verder lijkt. Ook is de grond waar je landt extreem glad, waardoor je makkelijk uitglijdt, tevens loopt deze een klein beetje omhoog.

## Tricks
De eerste skater om de gap te beskaten was Kris Markovich toen hij deze kickflipte in 1993 voor de ogen van Rob Dyrdek. De tricks eroverheen gedaan bleven bij de simpele basistricks, totdat Jeremy Wray kwam en de volgende tricks landde: Frontside Flip, Frontside 360°, Nollie backside 180° en Backside Heelflip.
Dit opende de deur voor andere skateboarders om meer en moeilijkere tricks te gaan proberen:
- Backside Flip - Trainwreck
- 360° Flip - Josh Kasper
- Heelflip - Josh Kasper
- Switch Hardflip - Brandon Turner
- Switch Fs Flip - Tom Penny
- Nollie Heelflip - Antwaun Dixon
- Switch Fs Heelflip - Chris Cole
- Switch 360 Flip - Johnny Layton

Noot: Dit is een incomplete lijst.